# Совещание по вопросам заболеваемости и смертности
Совещание по заболеваемости и смертности (англ. Morbidity and mortality (M&M) conference) — формат регулярных конференций по разбору послеоперационных осложнений и причин смерти больных в госпитале, которые традиционно проводятся медицинскими службами в американских клинических учреждениях. Такие совещания проводится с целью обсуждения и экспертной оценки ошибок, возникающих во время лечения. Задачей хорошо спланированной M&M конференции является обучение медицинского персонала, изменение практик и предотвращение врачебных ошибок, приводящих к осложнениям у пациентов .
Формат совещаний по заболеваемости и смертности был предложен в начале 1900-х годов американским хирургом Эрнестом Кодменом в Массачусетской больнице общего профиля в Бостоне (Massachusetts General Hospital, MGH). Идеи Кодмена способствовали стандартизации клинической практики, например, внедрению Американской коллегией хирургов в 1916 году системы отчётов об ответственности за неблагоприятные исходы. По мере развития медицинской профессии вошло в привычку обсуждение врачами своих ошибок на M&M конференциях, где представлялись также и выводы по результатам аутопсии. В 1983 году Аккредитационный совет по последипломному медицинскому образованию США (ACGME) ввёл требование к аккредитованным программам резидентства о проведении еженедельных разборов возникающих осложнений и смертности.

## Интересные факты
- В русскоязычном переводе книги «Здравый смысл Шайна в неотложной абдоминальной хирургии» термин M&M conferense был адаптирован как «комиссия по изучению летальных исходов» (сокр. КИЛИ)[2].

## В искусстве
- Проблематика M&M конференций раскрывается в американском сериале 2013 года «Понедельник утром» (англ. "Monday Mornings").